# The Secret World
The Secret World (precedentemente noto con i titoli provvisori Cabal e The World Online) è un videogioco d'azione di tipo MMORPG sviluppato da Funcom e pubblicato da Funcom ed Electronic Arts per PC e Xbox 360.

## Fazioni
All'inizio del gioco si può scegliere tra una delle tre fazioni presenti, che non potrà più essere cambiata. Le fazioni sono:
- Illuminati: con sede a New York, si tratta di un gruppo massonico che muove le fila dei governi e dei gruppi industriali
- Templari: setta più antica del mondo, disposti ad ogni mezzo per sconfiggere il male.
- Dragon: adoratori della teoria del Caos e dell'Effetto farfalla, creano danni allo scopo di osservarne gli effetti collaterali nelle altre zone.

## Versione Free-to-play
Nel luglio 2017, come operazione di rilancio, gli sviluppatori hanno trasformato il gioco in un free-to-play, mantenendo intatti gli account di chi aveva già giocato la versione a pagamento.